# Kāzerūn (kommunhuvudort i Iran)
Kāzerūn (persiska: كازرون) är en kommunhuvudort i Iran.   Den ligger i provinsen Fars, i den centrala delen av landet, 700 km söder om huvudstaden Teheran. Kāzerūn ligger 847 meter över havet och antalet invånare är 94 511.
Terrängen runt Kāzerūn är varierad. Runt Kāzerūn är det ganska tätbefolkat, med 67 invånare per kvadratkilometer. Kāzerūn är det största samhället i trakten. Omgivningarna runt Kāzerūn är i huvudsak ett öppet busklandskap.